# 2030
2030 (MMXXX) será un año normal que comenzará en martes en el calendario gregoriano. Será también el número 2030 anno Dómini o de la designación de era cristiana, será el trigésimo año del Siglo XXI y del III milenio. Será el décimo y último año de la tercera década del Siglo XXI y el primero del decenio de los Años 2030.
El año 2030 será:
- El Año del Perro, de acuerdo al Horóscopo Chino.

## Acontecimientos

### Junio
- 2 de junio: Elecciones presidenciales en México para celebrar las elecciones presidenciales para el periodo 2030-2036.

### Julio
- 13 de julio: Comienzo de la Copa Mundial de Fútbol en su  diciónnúmero 24 cien años después de la primera edición.

### Agosto
- 7 de agosto : Toma de posesión del 63° Presidente de Colombia.

### Octubre
- 1 de octubre: Toma de posesión del 67° Presidente de México, sucesor de Claudia Sheinbaum Pardo.

### Fecha sin precisar
- Se espera que se cumpla los objetivos de las Naciones Unidas, enmarcadas en el plan 2030, en el marco del Objetivos de Desarrollo Sostenible. Según esta misma organización, sólo tenemos hasta 2030 para detener el cambio climático catastrófico limitando la elevación de la temperatura de la Tierra a 1,5 °C.[1]
- Se habrán cumpido 2000 años desde que se habrá elegido al primer papa (San Pedro)

## Deportes
- En los Alpes franceses se realizarán los XXVI Juegos Olímpicos y los XV Juegos Paralímpicos de Invierno de ese año.
- En España, Portugal y Marruecos se realizará la XXIV edición de la Copa Mundial de la FIFA, además se celebrará los 100 años de la primera edición del torneo.